# 第36回全日本吹奏楽コンクール課題曲
第36回全日本吹奏楽コンクール課題曲は、社団法人 全日本吹奏楽連盟・朝日新聞社主催「全日本吹奏楽コンクール」の第36回（1988年）大会課題曲のことである。この記事では、この年の課題曲全般について、および個々の楽曲の詳細情報について記す。

## 全般的な傾向・背景など
4曲のうち2曲は、連盟の委嘱作品であった。

## (A)吹奏楽のための「深層の祭」
連盟の委嘱に応じ、三善晃が作曲した。この作曲者は多くのジャンルで作品を発表し高い評価を受けていたが、一般的な吹奏楽編成のための作品は、これが初めてであった。
題名は、アルチュール・ランボーの「俺の生涯は祭だった」を下敷きにして命名されたものである。
冒頭、曲の核となる音の動きやリズム動機が次々と提示されたあと、それらが発展していく形式をとる。
曲がファゴットのソロで始まること、曲の終結のテュッティ前に前打音的にタンブリンが奏されること、多くの部分で激しいリズムが奏されることなどで、ストラヴィンスキーの「春の祭典」との相似点を見いだす者もいる。

## (B)交響的舞曲
小林徹が作曲した。
冒頭から２本のクラリネットにより主題が提示される。１拍ずつ掛け合いで演奏される舞曲的付点リズムの旋律は、まるで一本のクラリネットが演奏しているかのように聞えるよう演奏しなければならない難しさがある。主題は次第に他の木管楽器、金管楽器へと受け継がれ、ティンパニのソロの後には、金管楽器や中低音による２分三連符の対旋律が現れ一度終結する。
ゆったりとした中間部へと曲調は変化し、サキソフォンパートによる美しいアンサンブルで第２主題が奏でられる。トランペットなどの金管楽器も加わり、中間部のドラマティックなクライマックスの中、ピッコロによる変ロ短調の音階が主音から第５度までの上行下降をくりかえし、その最後は主音に解決しない。
再現部は第一主題を転調しながら様々なパートが引き継ぎ、第２主題も折り重なる。終結部はだんだんとデクレッシェンドし、ピッコロソロによる第１主題の後、激しいト短調のハーモニーのアクセントで終わる。

## (C)マーチ「スタウト・アンド・シンプル」
連盟の委嘱に応じ、原博が作曲した。軽妙快活な旋律の多い日本の行進曲にあって、リズムと旋律との融合性が強い異色作のである。
まず全パートの強奏で、4分音符ベースの頑強な「基本テーマ」が示され、続いて高音木管群の運動性に富んだメロディが提示される。さらにホルンによるおおらかなハーモニーが現れ、トランペットがリズムを補強しながら旋律に絡んで来る。
中間部にかけてはダイナミクスの「抑揚」が印象的で、演奏上のポイントにもなっている。中間部は一旦「抑」に落ち着き、クラリネットが淡々と適度な刻みを含んだ旋律を奏でるが、それを「揚」として引き継ぐのは中低音金管である。高音パートがリズム打ちに回り、その後スケール的な跳躍をも伴いながら、高音群と中低音群が交互に8分音符主体で刻む、特異な「第二テーマ」が現れる。基本テーマと第二テーマが交錯しながらリピートを挟んで後半部へ進んでゆく。
後半部は、低音群の二分音符の強奏による骨太なリズムに、トロンボーンが高らかに主旋律を歌い、更にトランペットが加わってエンディングに向かう。再度8分音符の「第二テーマ」に近いメロディを示しながら、スネアが16分の刻みで全体を引き締めつつエンディングとなる。
全体の構成としては強い抑揚ときめ細かい運動性の作り込み、リズムとメロディの親和性の高い部分＝音響的に重たげに、厚ぼったくなりがちな部分の解消が課題とされた。
実際の演奏では、指定テンポで通す団体がほとんどであったが、一部中間部で若干テンポを落とし、後半部に再度戻す解釈を加えた団体も見られた。

## (D)カーニバルのマーチ
杉本幸一の作品を小長谷宗一が補作したもの。
「マーチ」と題されているが、祭り気分を醸し出す速いテンポの音楽である。トリオを挟む三部形式からなり、トリオに入る前にサンバのリズムによる打楽器のセクション・ソロが披露される。

## 作品の評価、コンクールでの演奏
この年の課題曲（A）について、この時期に書かれた多くの課題曲の中でも特別な評価を与える者が少なくない。作曲者三善晃が現代日本作曲界の第一人者であったこと、吹奏楽コンクール課題曲の制約（楽器編成・難易度・曲の長さ）を意識させない完成度の高い内容を持つ曲であったこと、三善の他の作品群に比べても遜色のない内容を持つ曲であったこと、などがその背景にある。例えば磯田健一郎の著書（後述参考文献）の中では、この課題曲の登場を「ひとつの衝撃であった」と表現している。